# 约瑟夫·韦尔
约瑟夫·韦尔（英語：Joseph Wear，1876年11月27日—1941年6月4日），美国男子网球运动员。他曾代表美国参加1904年夏季奥林匹克运动会网球比赛，获得男子双打铜牌。

## 家庭
弟弟阿瑟·韦尔。